# Robert Scott (Ruderer)
Robert Geoffrey Scott (* 5. August 1969 in Perth) ist ein ehemaliger australischer Ruderer, der 1996 eine olympische Silbermedaille im Zweier ohne Steuermann gewann.

## Sportliche Karriere
Der 1,94 m große Scott belegte 1990 mit dem australischen Achter den fünften Platz beim Match des Seniors, einem Vorläuferwettbewerb der U23-Weltmeisterschaften. Im gleichen Jahr nahm er auch an den Weltmeisterschaften in der Erwachsenenklasse teil, dort ruderte er mit dem australischen Achter auf den achten Platz. Bei den Olympischen Spielen 1992 in Barcelona belegte Scott mit dem australischen Achter den fünften Platz mit vier Sekunden Rückstand auf die kanadischen Olympiasieger und zweieinhalb Sekunden Rückstand auf die drittplatzierten Deutschen.
Im Jahr darauf ruderte Scott mit dem Achter auf den vierten Platz bei den Weltmeisterschaften 1993. Nach einem Jahr Pause kehrte er 1995 zurück in den Achter, der bei den Weltmeisterschaften den elften Platz belegte. Bei den Olympischen Spielen 1996 in Atlanta trat er mit David Weightman im Zweier an. Die Australier gewannen sowohl ihren Vorlauf als auch ihr Halbfinale. Im Finale erreichten sie die Ziellinie mit einer Sekunde Rückstand auf die Briten Steven Redgrave und Matthew Pinsent und mit einer Sekunde Vorsprung vor den Franzosen Michel Andrieux und Jean-Christophe Rolland.
1999 und 2000 versuchten sich Weightman und Scott für die Olympischen Spiele in Sydney zu qualifizieren, konnten sich aber nicht gegen ihre Landsleute Matthew Long und James Tomkins durchsetzen.
Scott besuchte die Curtin University und ruderte später für die Perth Comets. Er ist mit der Wasserball-Olympiasiegerin Liz Weekes verheiratet.